# جردن کربی
جردن کربی (انگلیسی: Jordan Kerby؛ زادهٔ ۱۵ اوت ۱۹۹۲) دوچرخه‌سوار اهل استرالیا است.
از باشگاه‌هایی که در آن بازی کرده‌است می‌توان به تیم دوچرخه‌سواری دراپاک اشاره کرد.
وی در مسابقات کشوری و بین‌المللی در مجموع برندهٔ ۲ مدال طلا شده‌است.